# Trosterud (metrostation)
Trosterud is een metrostation in de Noorse hoofdstad Oslo. Het station werd geopend op 15 december 1973 en wordt bediend door lijn 2 van de metro van Oslo.